# Efferia beameri
Efferia beameri är en tvåvingeart som beskrevs av Wilcox 1966. Efferia beameri ingår i släktet Efferia och familjen rovflugor.
Artens utbredningsområde är Texas. Inga underarter finns listade i Catalogue of Life.